# Smicroloba
Smicroloba is een geslacht van vlinders van de familie Uilen (Noctuidae), uit de onderfamilie Acontiinae.

## Soorten
- S. costifascia Joicey, 1916
- S. discata Warren, 1913
- S. fulvipennis Warren, 1913
- S. galactea Hampson, 1910
- S. quadrapex Hampson, 1891
- S. quadripunctata Warren, 1913